# Лавровое масло

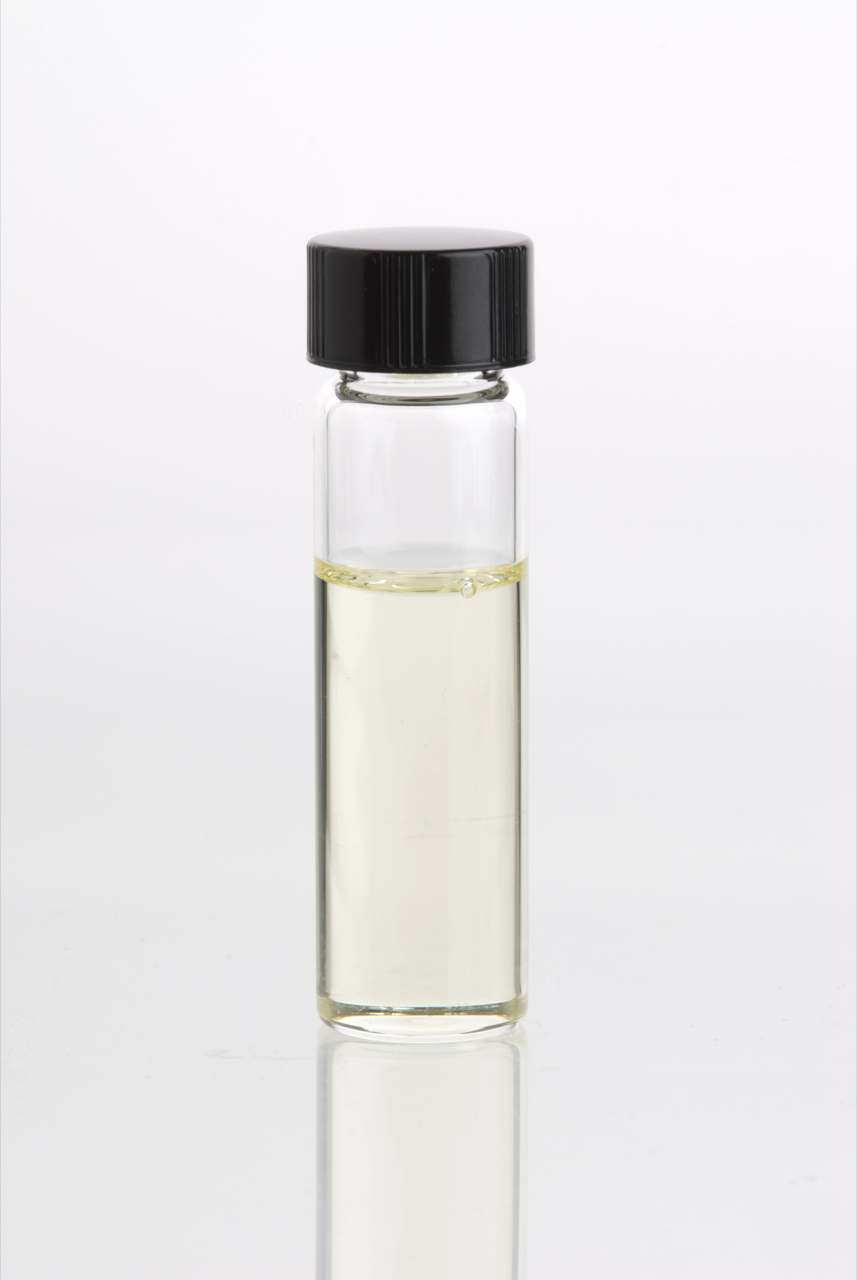
Лавровое масло

Лавровое масло — эфирное масло, содержится в листьях и стеблях лавра благородного (Laurus nobilis L.), произрастающего на Балканском полуострове, на Южном Кавказе, на побережье Средиземного моря, в Англии и других странах.

## Свойства
Лавровое масло — подвижная бесцветная или светло-жёлтая жидкость со специфическим пряным запахом и острым вкусом.
Растворимо в бензилбензоате, диэтилфталате, растительных маслах, нерастворимо в воде, глицерине и минеральных маслах.
| {\displaystyle {\mbox{d}}_{4}^{20}} | {\displaystyle [{\mbox{n}}]_{\mbox{D}}^{20}} | {\displaystyle [\alpha ]_{\mbox{D}}^{20}} | Кислотное число | Эфирное число | ЛД50, г/кг                                     |
| ----------------------------------- | -------------------------------------------- | ----------------------------------------- | --------------- | ------------- | ---------------------------------------------- |
| 0,9217 ÷ 0,9296                     | 1,469 ÷ 1,470                                | -13 ÷ -14                                 | не более 3      | 30 ÷ 50       | 3,95 крысы (перорально), > 5 кролики (накожно) |

## Химический состав
В состав масла входят цинеол (30 — 70%), (-)-линалоол, мирцен, (+)-лимонен, α- и β-фелландрены, элемен, α- и β-пинены, камфен, 3-карен, сабинен, β-селинен, кадинен, кариофиллен, терпинеол, гераниол и другие компоненты.

## Получение
Получают из листьев и их отходов, стеблей и мелких неодеревеневших веток путём отгонки с паром, выход масла 0,5 — 0,6%.
Основной производитель — страны Средиземноморья.

## Применение
Применяют в пищевой промышленности, при консервации, для ароматизации поваренной соли, как компонент пищевых эссенций, парфюмерных композиций и отдушек для косметических изделий.